# Albinca
Albinca je žensko osebno ime.

## Različice imena
Albina, Bina, Binca

## Izvor imena
Ime Albinca je pomanjševalnica ženskega imena Albina.

## Pogostost imena
Po podatkih SURS-a je bilo 31. decembra 2007 v Sloveniji 30 oseb z imenom Albinca.

## Osebni praznik
Po cerkvenem koledarju praznuje Albinca god 16. decembra.